# Natura 2000-område nr. 200 Navnsø med hede
Natura 2000-område nr. 200 Navnsø med hede er en naturplan under det fælleseuropæiske Natura 2000-projekt. Planområdet Navnsø, og en række småsøer, samt den nærliggende hede, ligger i et kuperet område, har et areal på 103 hektar, og er udpeget som EU-habitatområde. I søen vokser
Tvepibet Lobelie, Strandbo og Sortgrøn Brasenføde, og
langs søbredden findes sjældne arter, som Kortsporet- og
Storlæbet blærerod, Pilledrager, Søpryd og Krybende ranunkel. Der findes Stor vandsalamander og bestande af bilag IV-arterne Strandtudse, Løgfrø og Spidssnudet frø. 95 ha af arealet omfattet af naturbeskyttelseslovens § 3. I 1976 blev godt 100 ha, søen , og 80 hektar omkring fredet og overtaget af staten.
Området ligger i Vesthimmerlands Kommune.
Natura 2000-planen er vedtaget i 2011, hvorefter kommunalbestyrelserne
og Naturstyrelsen skal udarbejde bindende handleplaner, som skal sikre
gennemførelsen af planen. Natura 2000-planen er koordineret med vandplanen 1.2 Limfjorden.

## Eksterne kilder og henvisninger
1. ↑  Om fredningen på fredninger.dk

- Om Natura 2000 planen Arkiveret 17. februar 2012 hos  Wayback Machine
- Naturplanen på Naturstyrelsens websted.
- Basisanalysen for naturplanen
- Danmarks Søer, Søerne i Nordjyllands og Viborg Amter, af Thorkild Høy m.fl. ISBN 87-7717-200-0